# Nambalia
Nambalia – rodzaj bazalnego zauropodomorfa żyjącego w późnym triasie (prawdopodobnie późny noryk lub wczesny retyk) na terenach dzisiejszych Indii. Gatunkiem typowym jest N. roychowdhurii, którego holotypem jest kilka kości miednicy i kończyn tylnych: prawa kość biodrowa, lewa kość udowa, dolna połowa lewej kości piszczelowej i strzałkowej oraz lewa kość skokowa i piętowa. Holotyp odkryto na północ od miejscowości Nambal, w osadach formacji Maleri na obszarze Basenu Pranhita–Godavari w środkowych Indiach. Dodatkowo zdaniem autorów opisu N. roychowdhurii do co najmniej dwóch innych przedstawicieli tego gatunku należy szereg kości szkieletu pozaczaszkowego (kręgi, kości kończyn i miednicy) odkrytych w tych samych osadach, co holotyp. Od innych zauropodomorfów odróżnia go współwystępowanie kilku cech budowy szkieletu, m.in. płytkiej dystalnej (dalszej od osi ciała, w tym wypadku dolnej) przedniej bruzdy międzykłykciowej (intercondylar groove) na kości udowej, a także kości skokowej z wgłębieniem na przedniej powierzchni wyrostka wznoszącego (ascending process), wyrostkiem przednio-bocznym (anterolateral process) większym od wyrostka tylno-bocznego (posterolateral process), prostą krawędzią wentralną (brzuszną, tj. dolną) i kłykciem przyśrodkowym o kształcie zbliżonym do trójkąta.
Z przeprowadzonej przez autorów jego opisu analizy kladystycznej wynika, że Nambalia jest jednym z najbardziej bazalnych znanych zauropodomorfów; według tej analizy (przeprowadzonej w oparciu o macierz danych z analizy Ezcurry, 2010) N. roychowdhurii był taksonem siostrzanym do kladu obejmującego rodzaje Efraasia, Plateosauravus i Ruehleia oraz grupę Plateosauria (do której należą m.in. zauropody). Z analizy tej wynika, że Nambalia był bliżej spokrewniony z kladem Plateosauria niż przedstawiciele rodziny Guaibasauridae oraz rodzaje Pantydraco i Thecodontosaurus.